# Sarroqueta de Barrabés
Sarroqueta de Barrabés (en catalán y oficialmente: Sarroqueta de Barravés; antiguamente también nombrada Sarroca de Barravés), o Sarroqueta, como se suele denominar actualmente, es un pueblo del municipio de el Pont de Suert, en la Alta Ribagorza, provincia de Lérida, Cataluña, España. Formó parte del término de Llesp hasta su incorporación a el Pont de Suert en 1968.
En la propuesta derivada del informe popularmente denominado Informe Roca, se preveía integrar los núcleos de la Artiga y de Casós en el término municipal de Vilaller, segregándolos del de el Pont de Suert. Igualmente con los pueblos de Sarroqueta y Viuet. De esta forma, el municipio de Vilaller pasaría a denominarse Vilaller y Valle de Barrabés.

## Descripción
Está situado a 1102,5 metros de altitud, casi en el extremo oeste del término, propio de Viuet.
Para acceder al pueblo hay que seguir la carretera A-14 (antigua N-260) hasta cuatro kilómetros al norte de el Pont de Suert. De aquel lugar sale una pista rural asfaltada que lleva al pueblo en unos 6 kilómetros de curvas y fuerte subida.
La iglesia parroquial del pueblo está dedicada a san Juan, pero dentro del mismo núcleo de población se encuentran los restos de la antigua iglesia románica Santa María de Sarroqueta. También hay, un poco apartada del pueblo, la ermita de san Salvador. La parroquia de Sarroqueta pertenece al obispado de Lérida, por el hecho de haber pertenecido en la Edad Media al obispado de Roda. Forma parte de la unidad pastoral 26 del arciprestazgo de la Ribagorza y es regida por el rector de el Pont de Suert.

## Historia
De 1015 data la primera referencia del lugar de Sarroca de Barrabés. Consta en una donación de una viña de este sitio a Santa María de Lavaix. A lo largo del siglo XII aparece documentada diversas veces, y consta una familia de linaje Sarroca (como Artau Sarroca) hacia el año 1183.
El Castillo de Sarroca coronaba la peña que se alza por encima del pueblo, pero actualmente no queda nada de él. El castillo y el lugar fueron del obispo de Lérida desde el siglo XIII hasta, al menos, el siglo XVII; ahora bien, en 1831 aparece entre las posesiones del marqués de la Manresana.
En el censo de 1381 Sarroca de Barrabés aparece con dos fuegos (alrededor de 10 habitantes) y en 1787 constan allí 36.
Sarroca de Barrabés (Sarroqueta) no tuvo ayuntamiento propio entre 1812 y 1847, como la mayor parte de pueblos ribagorzanos, pero consta como agregado del ayuntamiento de Vilaller, término al cual actualmente no pertenece. En una circular de estadística del 1857 ya aparece como perteneciente al ayuntamiento de Llesp.
Pascual Madoz, en su Diccionario geográfico... del 1849 describió el pueblo diciendo que estaba enganchado a una roca que se alzaba 75 varas por encima, con clima frío que producía algunas inflamaciones. El pueblo, según él, estaba formado por ocho casas miserables, una abundante fuente de agua excelente que nace allá mismo, y la iglesia parroquial de San Juan Evangelista, al lado de la cual está el cementerio.
El terreno era tenaz y de calidad mediana, y se recogían unos cuarenta jornales. No hay bosques, pero sí bastantes fresnos, olmos, álamos, sauces y robles. Se recogía trigo, centeno, cebada, algunas patatas y pastos, donde se criaban ovejas, cabras y vacas. Allí había caza de liebres, conejos, perdices y palomas silvestres, además de pesca de truchas exquisitas. Constituían el pueblo 6 vecinos y 146 habitantes.
En 1970 estos habitantes se habían reducido a 24 y en 1981 a 3. En 2009 ya hacía años que era un pueblo casi del todo abandonado y despoblado: quedaba una sola persona.